# Memphis Blues
Der Memphis Blues entwickelte sich Anfang des 20. Jahrhunderts aus dem von der akustischen Gitarre dominierten Country Blues, legte aber dessen Melancholie ab und wurde mit mehr Lebensfreude gespielt. Frühe Memphis-Blues-Musiker wie Sleepy John Estes und Willie Nix, die bei Vaudeville- und Medicine Shows auftraten, setzten erstmals eine Rhythmus- und eine Sologitarre ein, was im Rock ‘n’ Roll und in der Popmusik zum Standard wurde.
In den 1930er-Jahren mischten Jug-Bands den Memphis Blues mit Jazz-Elementen und selbstgebauten Instrumenten. In der Nachkriegszeit entwickelte er sich zu der Form, die durch die frühen Aufnahmen von B. B. King und Howlin’ Wolf überliefert ist und die sich zum Rock ‘n’ Roll weiterentwickelt hat. Der Memphis Blues ist stark mit der Beale Street in Memphis, Tennessee verbunden.

## Typische Vertreter
- Sleepy John Estes
- Willie Nix
- Dr. David Evans
- Joe Willie Wilkins
- Raymond Hill
- Walter Vinson
- Furry Lewis
- Memphis Minnie
- B. B. King
- Howlin’ Wolf
- W. C. Handy